# 西宮車庫
座標: 北緯34度44分52秒 東経135度21分47秒 / 北緯34.74778度 東経135.36306度

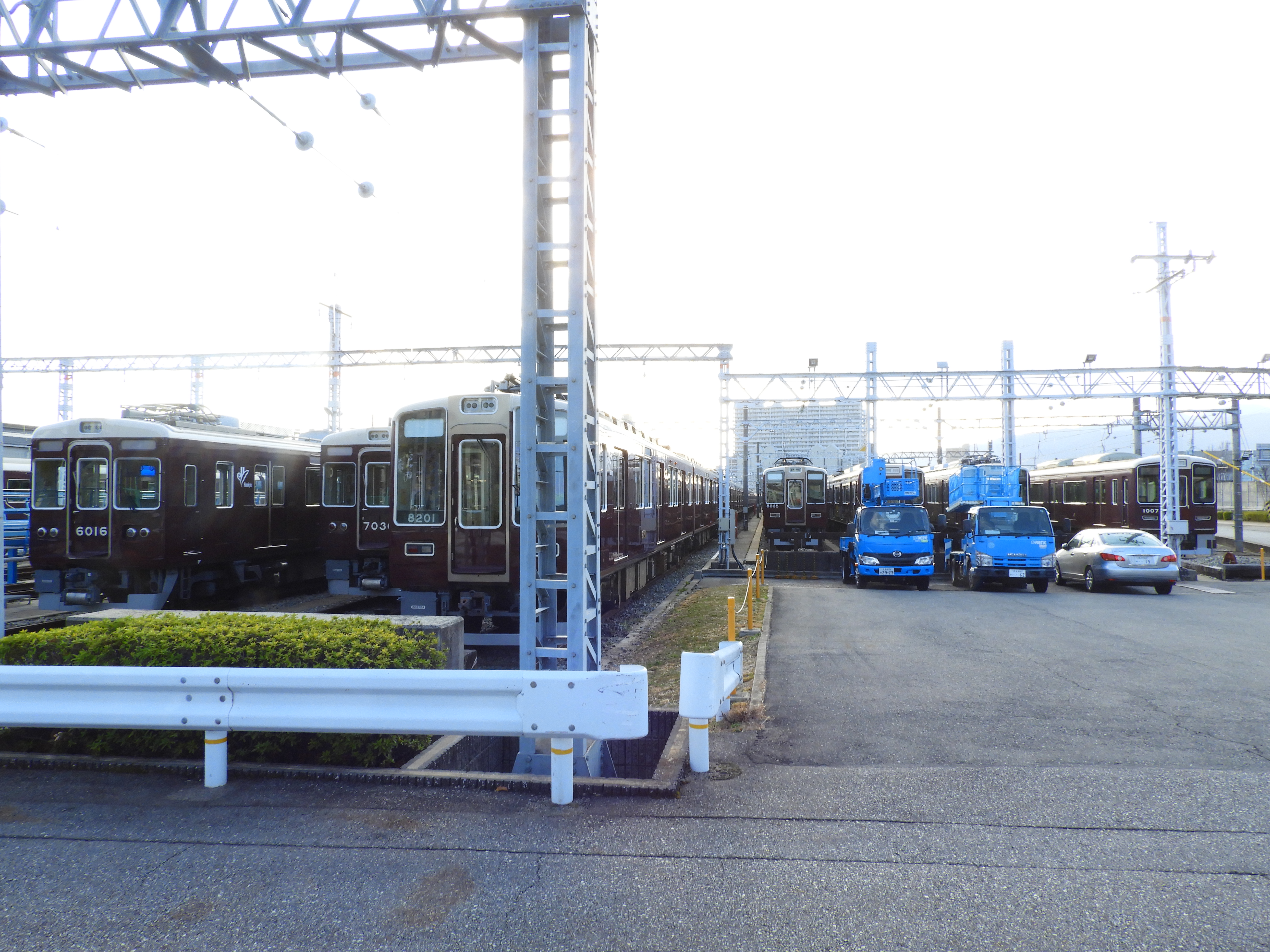
西宮車庫

西宮車庫（にしのみやしゃこ）は、兵庫県西宮市にある阪急電鉄の車庫。

## 概要
西宮北口駅の東側にあり、神戸線（神戸本線、今津線、甲陽線、伊丹線）の車両が所属する車庫である。阪急神戸線の開業に合わせて、1920年（大正9年）に開設された。
かつては、車庫の東側に西宮工場が設置されており、神戸線・宝塚線所属車両の全般検査を請け負っていた。しかし、本線の連結両数の増加による敷地の狭隘化により、車両収容場所の拡張が必要であった事と、1500Vへの昇圧により工場が集約化可能になったことから、1968年（昭和43年）に正雀工場に集約され、工場部分は留置線の拡張用地に使用された。
阪神・淡路大震災後、敷地の北側の一部を道路拡幅のために供出し、やや面積が狭くなった。

## 所属車両
- 5000系
- 6000系
- 7000系
- 8000系
- 8200系
- 9000系
- 1000系

## 車庫内での事故
2011年11月11日午前6時40分頃、車庫内で、営業前の列車（8両編成）が分岐ポイントに乗り上げ、先頭車両が脱線した。けが人はなかったが、この列車など7本が運休、116本が最大で14分遅れた。約8万9千人に影響が出た。
阪急電鉄によると、運転士が出庫のための試験運転で列車を動かしている際、赤信号になっていた分岐ポイントに進入。ポイントを無理やり押し出す形で進んだが、後退の際にポイントに乗り上げ、台車の一部が脱輪した。車両には、自動列車停止装置（ATS）が設置されていたが、試験中は解除することになっており、作動しなかった。